# HMS Invincible (1907)
Pour les autres navires du même nom, voir HMS Invincible.
Le HMS Invincible est un croiseur de bataille de la Royal Navy et le premier navire de sa classe. Participant à la Première Guerre mondiale, il fut coulé par le SMS Lützow durant la bataille du Jutland opposant le Royaume-Uni et l'Empire allemand au nord-ouest de la péninsule danoise du Jutland le 31 mai 1916 .

## Conception
Au début du XXe siècle, dans la Royal Navy, chaque classe de cuirassé possède sa classe de croiseurs cuirassés équivalente ; c'est le cas par exemple de la classe Minotaur, inspirée de la classe Lord Nelson. Ainsi en 1902, la classe Invincible est prévue pour être construite en parallèle d'une classe de cuirassés ; elle disposerait d'un blindage de 6 pouces (152 mm), de 2 tourelles doubles de canons de 9,2 pouces (234 mm), de 6 tourelles doubles de canons de 7,5 pouces (191 mm) et de machines développant 35 000 chevaux qui feraient filer 25 nœuds (46 km/h) aux navires. À la place, c'est la classe Minotaur qui est construite, mais le First Sea Lord Fisher les trouve trop lents à son goût. La guerre russo-japonaise donne un nouvel élan à la construction de croiseurs cuirassés, et Fisher met en avant l'idée qu'une grande vitesse leur serait suffisante pour éviter les obus de gros calibre. Un nouveau type de croiseurs cuirassés est étudié, basé sur le cuirassé HMS Dreadnought : il doit disposer de canons de 12 pouces, d'un blindage de 6 pouces et d'une vitesse de 25 nœuds (46 km/h). Ainsi naît le concept de croiseur de bataille, dont la grande vitesse compense le blindage moindre.
L'Inflexible est armé de 8 canons de 12 pouces BL Mk X répartis en 4 tourelles doubles, de 16 canons de marine de 4 pouces QF Mk III, d'un canon antiaérien de 3 pouces QF 20 cwt et de 5 tubes lance-torpilles de 18 pouces (457 mm). 31 chaudières Yarrow alimentent les 4 turbines Parsons qui développent 41 000 chevaux ; le croiseur de bataille peut ainsi filer 25,5 nœuds (47 km/h). Pouvant emporter jusqu'à 3 085 tonnes de charbon et 725 tonnes de mazout, le navire peut parcourir 6 200 milles marins (11 500 km) à une vitesse de 10 nœuds (19 km/h).

## Historique

### Bataille de Heligoland et des Falkands
Le HMS Invincible servit dans la 1re escadre de croiseurs (en) de la Grand Fleet jusqu'en 1914, puis il intégra la 1re escadre de croiseurs de bataille nouvellement créée. Après avoir participé à la bataille de Heligoland, il fut envoyé dans l'Atlantique sud comme navire amiral de l'amiral Sturdee où il mena la chasse aux bâtiments de Maximilian von Spee pendant la bataille des Falklands.

### Bataille du Jutland
Durant cette bataille, le navire de l'amiral Hood à la tête de la 3e escadre de croiseurs de bataille, le HMS Invincible, mit hors de combat le croiseur léger SMS Wiesbaden.
Le 31 mai 1916, il fut touché par une salve du SMS Lützow, sur sa tourelle « Q », qui provoqua une explosion des magasins de munitions centraux coupant le navire en deux. Le HMS Invincible coula aussitôt, entraînant dans la mort 1 026 de ses marins dont l'amiral Hood. 
Il n'y eut que six survivants. Cinq hommes se trouvaient dans la partie supérieure du système de contrôle de tir situé sur le mât avant tripode. Le sixième marin, Bryan Gasson se trouvait à son poste de combat dans un compartiment isolé derrière la tourelle « Q ». Lors de l'explosion il a en quelque sorte été éjecté du navire et projeté en mer. 

### Causes de la perte du navire

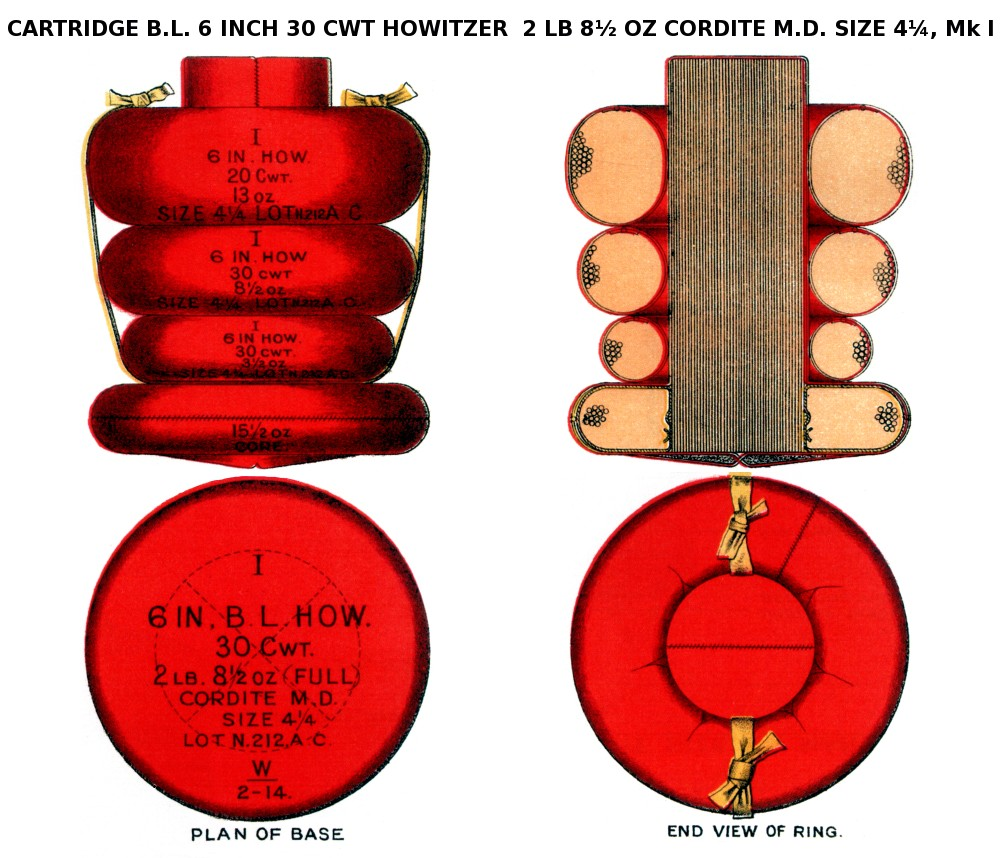
Exemple de charge de cordite Howitzer

Un documentaire historique, Les secrets engloutis (Vestiges de la première guerre mondiale), réalisé par Alex West et Marc Tiley, diffusé sur RMC Découverte le 15 novembre 2019 explique, dans la partie du documentaire consacrée au HMS Invincible, que la perte du navire est en grande partie due à une erreur tactique de l'Amirauté britannique. 
Afin d'accélérer le temps de rechargement en munitions des tourelles, l'Amirauté a effectué des modifications du blindage dans le navire entre les deux tourelles doubles de 12 pouces (305 mm) et la soute à munitions se trouvant directement dessous. Celle-ci contenait en particulier  100 tonnes de cordite, conditionnée dans des  conteneurs en soie ! Les gargousses réparties dans plusieurs magasins, en principe isolés, servaient à la propulsion des obus. 
Le cloisonnement du blindage était basé sur l'utilisation de trappes basculantes sécurisées, permettant de transférer la cordite d'un magasin à un autre, jusqu'aux tourelles. Il s'est avéré que certaines portes blindées ignifugées étaient ouvertes, et d'autres avaient été purement et simplement supprimées. Celles-ci servaient en principe au cloisonnement anti-incendie afin d'empêcher toute propagation d'un incendie ou d'une explosion. 

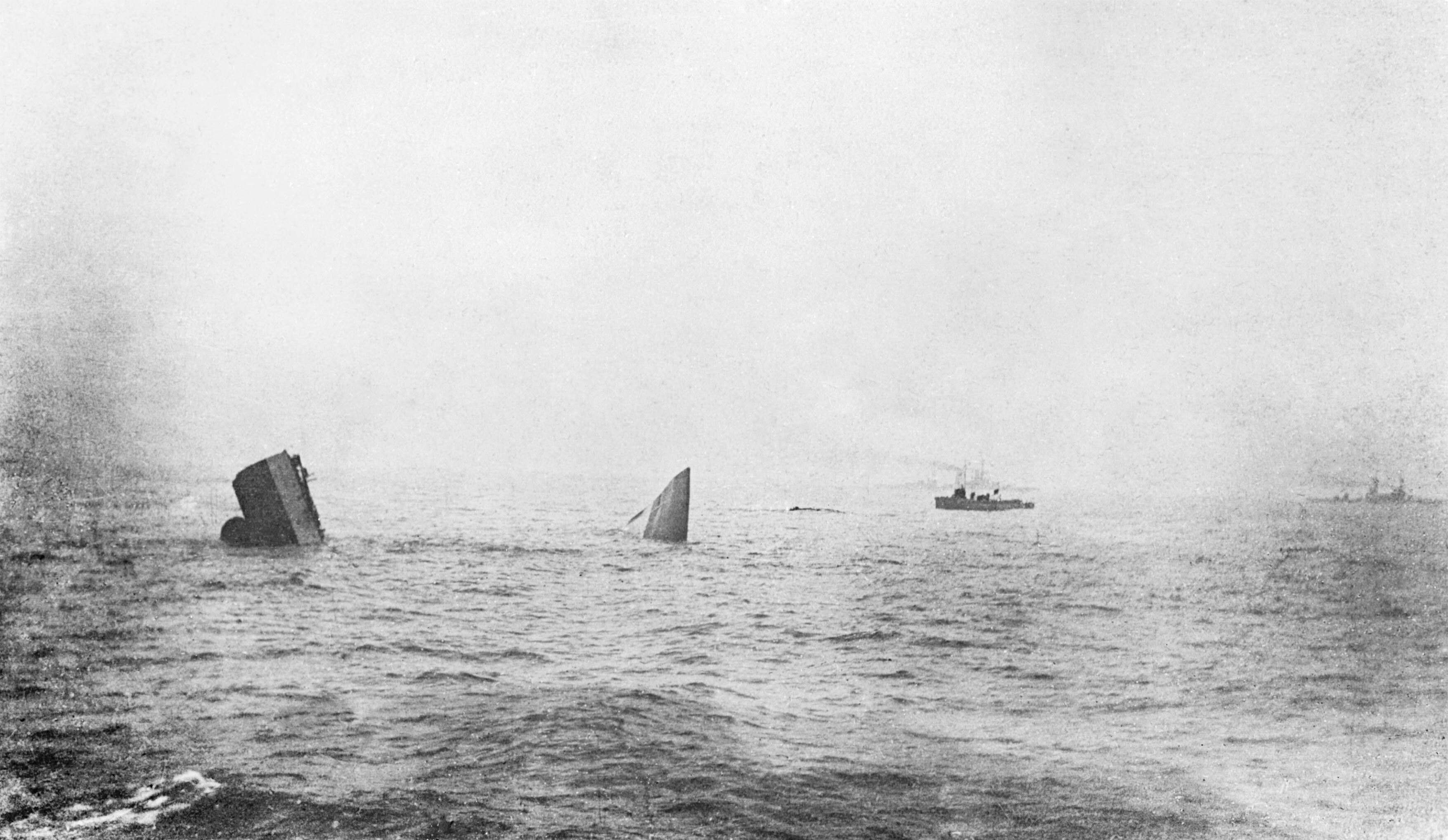
Les deux moitiés brisées du HMS Invincible, à flot pendant 24 heures, avant qu'elles ne coulent

La suppression du cloisonnement blindé a accéléré au contraire la propagation de l'incendie jusqu'à la soute à munitions. L'explosion immédiate de celle-ci a non seulement provoqué la fracture du navire en deux parties, mais a aussi provoqué l'éjection des deux tourelles (d'un poids unitaire de 200 tonnes). Celles-ci ont été retrouvées à plus de 30 mètres du navire coulé. 
L'épave a été localisée après la guerre par un dragueur de mines britannique par 57° 02′ 40″ N, 6° 07′ 15″ E. Celle-ci repose sur un fond sableux à 55 mètres de profondeur. L'épave a été retrouvée en 1991, par une expédition menée par la Royal Navy, marquant le 75e anniversaire de la bataille du Jutland.